# Château de Campagnac (Tarn)
Ne doit pas être confondu avec Château de Campagnac (Sarlat-la-Canéda).
Le château de Campagnac est un ancien château fort situé à Campagnac, dans le Tarn (France).

## Historique

### Origine
La date de construction du château de Campagnac n'est pas connue. Néanmoins, dès le Xe siècle, la seigneurie de Campagnac est attesté, et appartient alors aux comtes de Toulouse. Elle restera en leur possession jusqu'au début du XIIIe siècle, lorsqu'elle échoie à la Couronne de France, après la croisade des albigeois et la déchéance des comtes raimondins.  
Quelque temps plus tard, elle est cédée à la famille de Rabastens. 

### Les guerres de Religion
Le château de Campagnac est donc édifié entre le Xe siècle et le XVIe siècle. En effet, lors des guerres de Religion de ce siècle, la bâtisse est mentionné. Ainsi, en 1587, les catholiques s'emparent du village, ainsi que du château. Ils font don de la seigneurie à l'évêque d'Albi, Julien de Médicis, qui doit alors assuré l'ordre dans le village. 
Néanmoins, en août 1592, après de nouveaux troubles protestants dans la région, le lieutenant-général du Languedoc qui est alors le duc Henri de Joyeuse, ordonne la destruction du château, afin d'éviter qu'il ne soit pris par les révoltés. Cet ordre n'est bienheureusement jamais exécuté.

### XVII et XVIIIe siècle
Après cette période trouble, la seigneurie et le château de Campagnac tombe aux mains de la famille de Vignes. Cette dernière le conserve ensuite sûrement jusqu'à la Révolution française, puisqu'on trouve le marquis de Puylaroque, membre de cette même famille, comme seigneur de Campagnac. au milieu du XVIIIe siècle.[réf. souhaitée]

## Architecture
Le château de Campagnac se compose de deux grand corps de logis séparé par un petit jardin. Le logis ouest s'élève sur 3 étages en un plan rectangulaire et est flanqué d'une petite tour ronde arasée au niveau du toit (possiblement à la Révolution) au centre de sa façade est. Le logis est quant-à-lui se présente sous la forme d'un plan en L, et est flanquée d'une puissante tour circulaire dans l'angle du L. L'édifice présente un bel appareil de pierre, ainsi qu'un certain nombre de fenêtres à meneaux.